# Červenka (okres Olomouc)
Červenka (německy Schwarzbach bei Olmütz) je obec v Olomouckém kraji, Okrese Olomouc 18 km severozápadně od Olomouce a 3 km severně od Litovle. Leží na levém břehu potoka Čerlinky, který se u Tří Dvorů vlévá do bývalého ramene řeky Moravy. Žije zde přibližně 1 400 obyvatel.

## Název
V prvním písemném dokladu z roku 1287 je vesnice jmenována německým jménem Schwarzbach ("Černý potok"), které se v němčině užívalo až do 20. století. Česky je jméno vesnice doloženo až z roku 1616 jako Černá či Černé (písemný doklad je nejednoznačný). Lidově se do 20. století užívalo ve vsi samotné jméno Černé (v nářeční podobě Černý), v okolních vesnicích pak Černová. Původní jméno vesnice asi bylo Čermná nebo Čermné od přídavného jména čermný - "červený", podoba Černá/Černé (na níž je založeno i německé jméno) by pak vznikla nedbalou výslovností. Vesnice by pak byla pojmenována podle červené barvy půdy či zabarvení vody v některém místním vodním toku. V polovině 19. století se v písemných pramenech objevuje podoba Červinka, o něco později (nejpozději 1872) upravená na Červenka. Alois Vojtěch Šembera se pokusil zavést jméno Čermné.

## Historie
První písemná zmínka o obci pochází z listiny krále Václava II. z roku 1287, která je uložená v litovelském archívu. Není však vyloučeno že zdejší území bylo osídleno už v pravěku či starověku. Původní obec se skládala z dvou částí – z Velké Červenky a z Malé Červenky, které obě měly původně tvar zástavby ulicového typu. Ty se později spojily v jeden celek.
Během první světové války byli z červenského nádraží odváženi vojíni k ruským hranicím na Halič. Z Červenky bylo povoláno 176 branců, mužů ve věku 18 až 50 let. 
V roce 1960 se Červenka organizačně spojila s obcí Tři Dvory, ale od 1. ledna 1976 byla Červenka začleněna pod město Litovel. Od 24. listopadu 1990 je obec opět samostatnou, ovšem už bez Tří Dvorů, které zůstaly pod správou Litovle.
V ranních hodinách 16. března 2020, v době, kdy se Česká republika potýkala s pandemií covidu-19, rozhodli hygienici, s ohledem na prudký nárůst pacientů s tímto onemocněním, o uzavření měst Uničova a Litovle spolu s jejich okolím. Policie oblast střežila a neumožnila nikomu do oblasti vstoupit, ani ji opustit. Jednou z takto zasažených obcí byla i Červenka. Uzavření oblasti skončilo 30. března.

## Obyvatelstvo

### Struktura
Vývoj počtu obyvatel za celou obec i za jeho jednotlivé části uvádí tabulka níže, ve které se zobrazuje i příslušnost jednotlivých částí k obci či následné odtržení.
| Místní části   | Místní části  | 1869 | 1880 | 1890 | 1900 | 1910 | 1921 | 1930 | 1950 | 1961 | 1970 | 1980 | 1991 | 2001 | 2011 |
| -------------- | ------------- | ---- | ---- | ---- | ---- | ---- | ---- | ---- | ---- | ---- | ---- | ---- | ---- | ---- | ---- |
| Počet obyvatel | část Červenka | 621  | 693  | 773  | 872  | 988  | 979  | 958  | 859  | 1144 | 1152 | 1270 | 1257 | 1314 | 1437 |
| Počet domů     | část Červenka | 92   | 101  | 110  | 120  | 128  | 145  | 174  | 208  | 228  | 230  | 278  | 319  | 339  | 385  |

## Pamětihodnosti
- Kostel svatého Alfonse – Základní kámen byl položen v roce 1860 a vysvěcení kostela proběhlo v roce 1862. Kostel je 37,5m dlouhý, 12m široký a 13m vysoký. Po stranách kostela jsou přistavěny 4 kaple.
- Kaple sv. Pavlíny – Byla postavena v roce 1798 uprostřed bývalé návsi, dnešní ulice Svatoplukova.
- Mariánský sloup – Je z roku 1756. Původně stál východně od obce na rozcestí polních cest. Socha Panny Marie byla v 90. letech ze sloupu odcizena. V roce 2008 byl sloup přemístěn, odborně ošetřen a na hlavici usazena darovaná soška Panny Marie.
- Klášter – Rakouský arcivévoda Maxmilián d'Este nechal v roce 1847 postavit vedle nádraží malý zámeček, který sloužil jako jeho osobní čekárna na vlak. V roce 1859 ho daroval řádu redemptoristů. V roce 1950 byl klášter násilně zrušen, od roku 1960 až do současnosti je budova využívána jako domov důchodců.

## Doprava
Místní nádraží je poměrně důležitou stanicí na trati Česká Třebová – Přerov (součást 3. železničního koridoru), prošlo v letech 2006–2008 rekonstrukcí. Odbočuje zde regionální dráha na Litovel, Senici na Hané a Prostějov.

## Průmysl
- HOPAX s.r.o. Hlavní výrobní oblasti jsou svařované konstrukce strojů včetně opracování, ocelové konstrukce průmyslových hal a jejich montáž, ocelové konstrukce podpěrných konstrukcí pro technologická zařízení a ocelové konstrukce jeřábů. Vše včetně provádění povrchových úprav, kamionová autodoprava.
- AQ s.r.o. Výroba reprosoustav
- Morávek a Král s.r.o. Dřevoobrábění a zpracování dřeva, výroba dřevěných obalů
- Lachnit – LERZ, s.r.o. Společnost zabývající se výrobou elektrických rozvaděčů a zařízení nízkého napětí, elektroinstalací, elektromontážemi, zámečnickou výrobou, kovoobráběním a práškovým barvením kovových předmětů
- DUNAJ – Ostrava CZ s.r.o. Prodej a úprava brambor a zeleniny, výroba polotovarů
- Papmont, spol. s.r.o. Externí montáže, rekonstrukce a opravy strojů a zařízení pro papírenský průmysl a celulózu

## Osobnosti
- František Flasar (1903–1989), malíř a štukatér
- František Dvořák (1920–2015), historik umění
- Oldřich Kylar (1922–1974), válečný pilot[9][10]

## Galerie

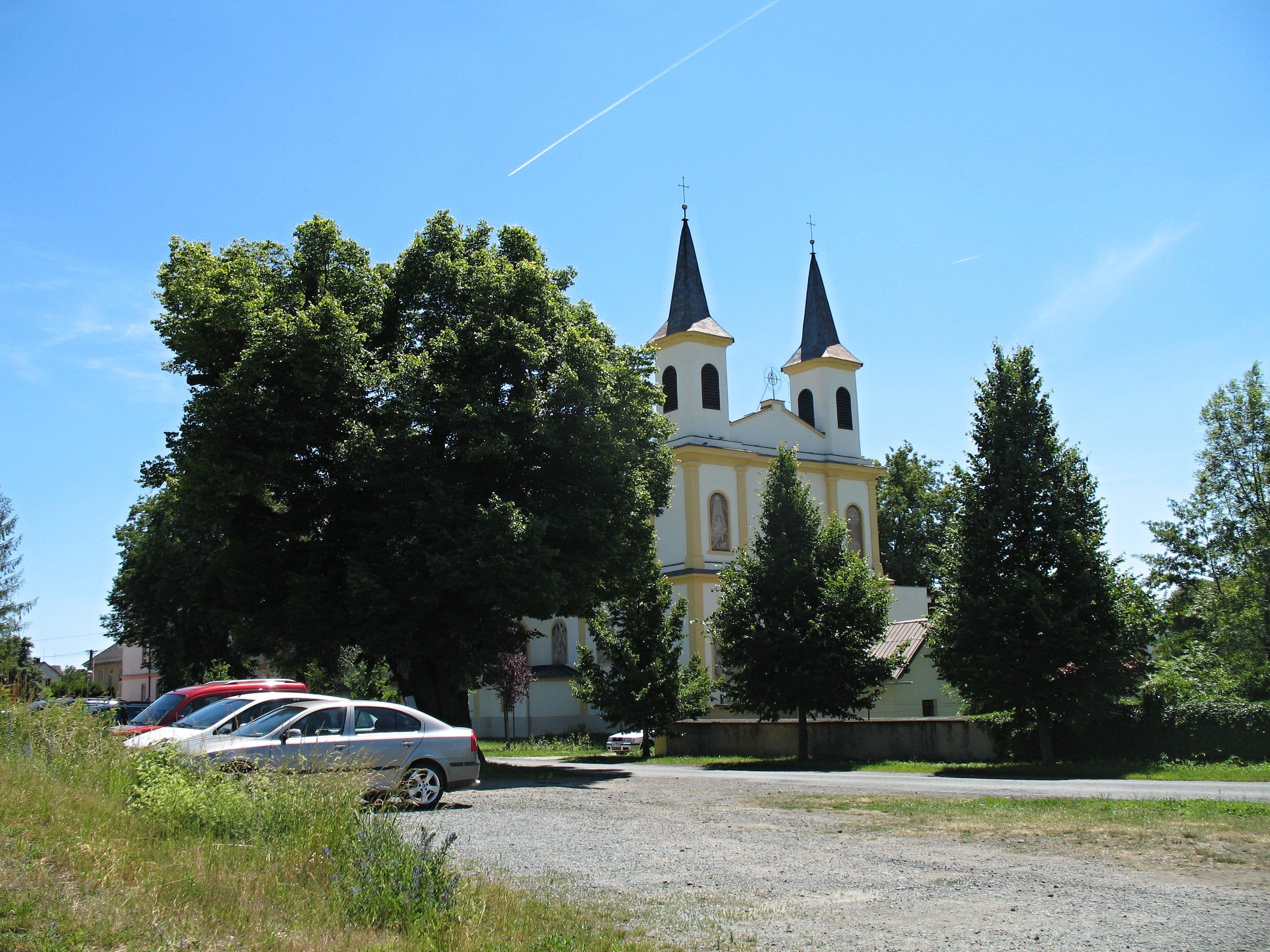
Kostel sv. Alfonse
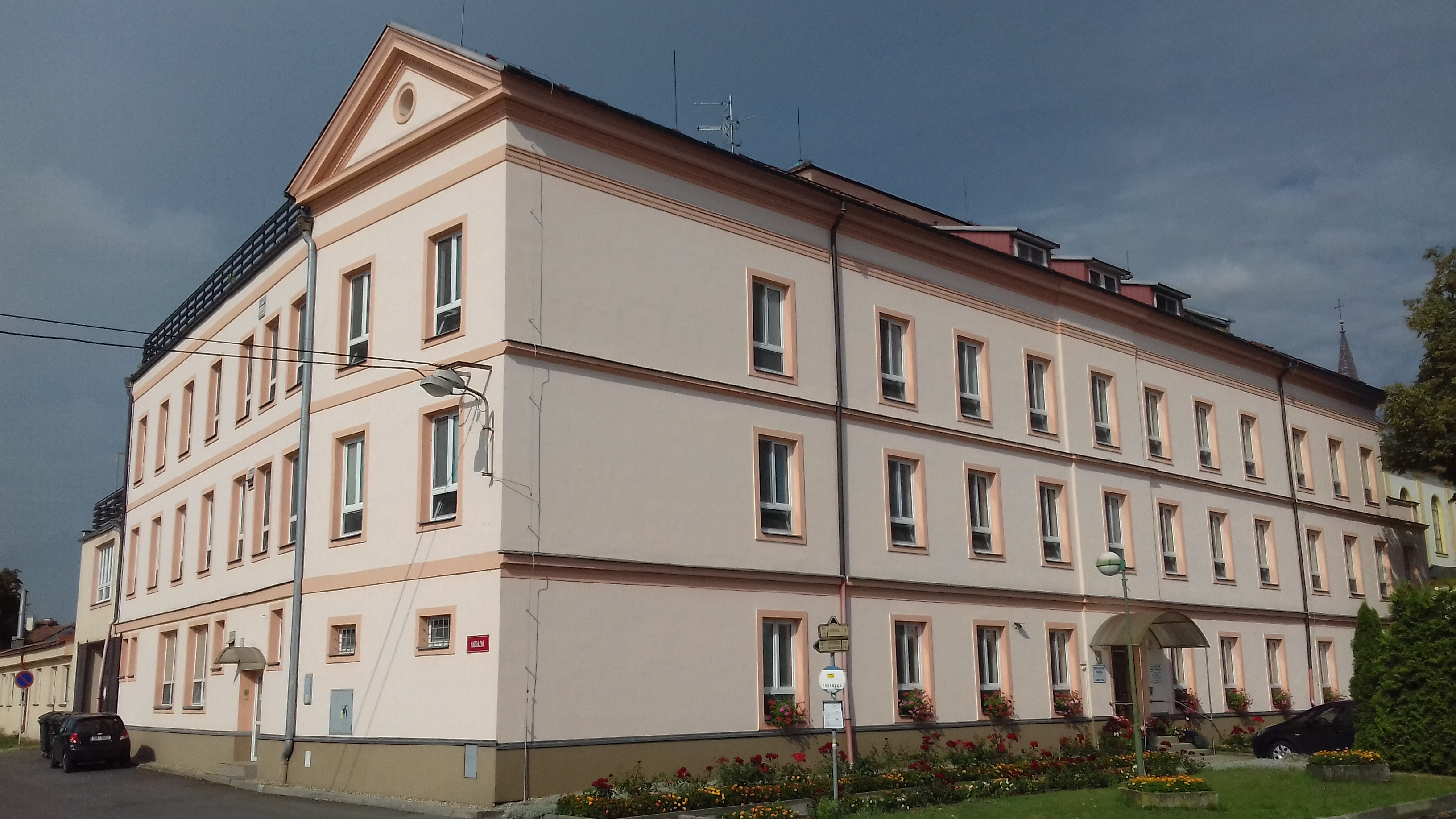
Zámek, později klášter, dnes domov pro seniory
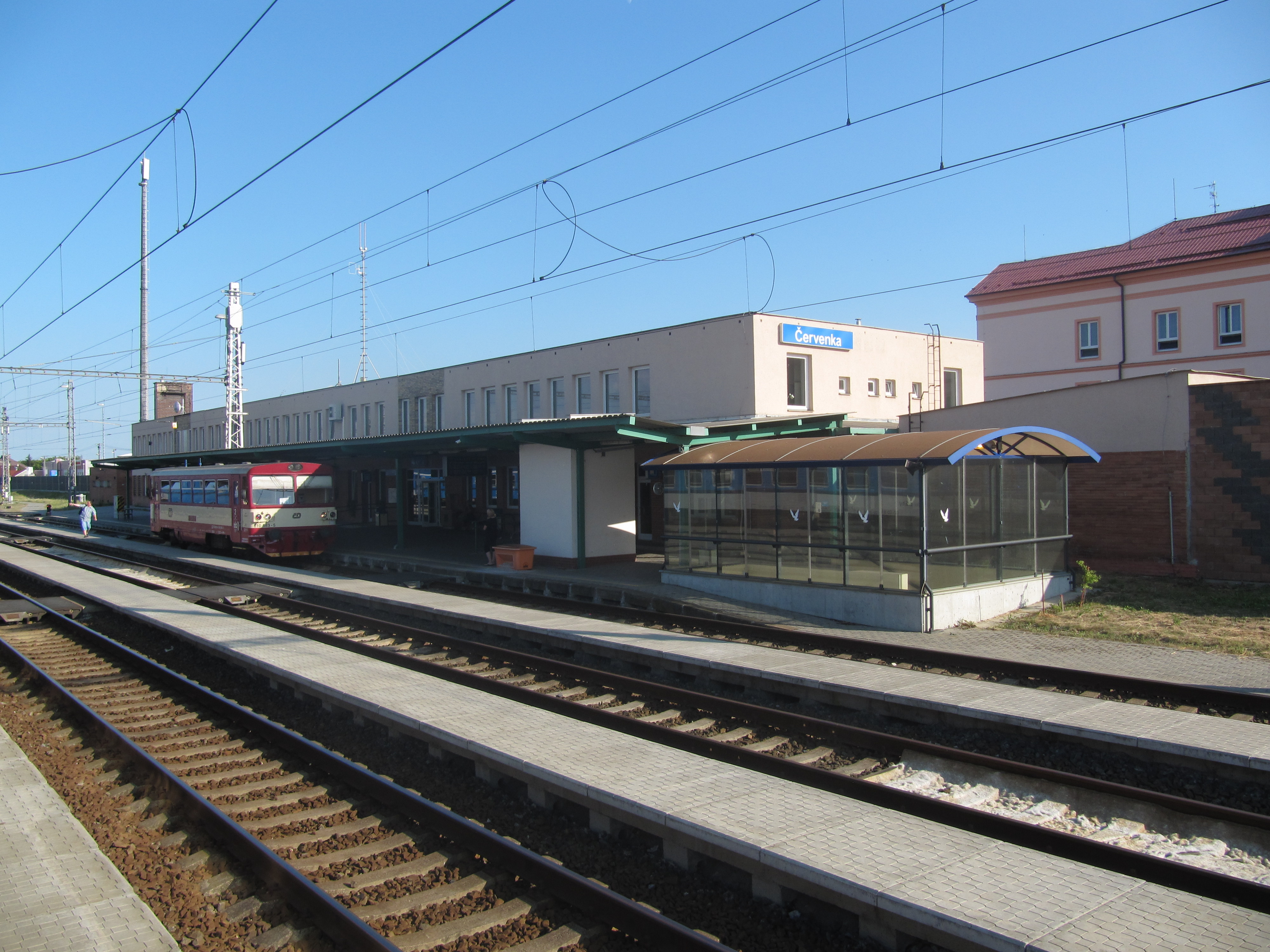
Nádraží